# Arden község
Arden község (dánul: Arden Kommune) egy megszűnt község (kommune, helyi önkormányzattal rendelkező közigazgatási egység) Dániában, Nordjylland megyében.
A 2007. január 1-jén életbe lépő közigazgatási reform során egyesítették Hadsund és Hobro községekkel, valamint Mariager község egy részével, így jött létre az új Mariagerfjord község.